# Ямище (Куньинский район)
Ямище — деревня в Куньинском районе Псковской области России. Входит в состав Каськовской волости.

## География
Расположена на обоих берегах реки Жижица, у юго-восточного прибрежья озера Жакто (к югу от Жижицкого озера).

## Население
| 2001 | 2002 | 2010 |
| ---- | ---- | ---- |
| 170  | ↗176 | ↘122 |

Численность населения деревни по оценке на начало 2001 года составляла 170 жителей.

## История и археология
У деревни Юхово (современное Ямище) на правом берегу реки Жижица было обнаружено поселение людей эпохи позднего неолита.